# 塞萊斯廷·奧利佛
塞萊斯廷·奧利佛（1930年7月12日—2011年6月5日）是一名法國前足球運動員，司職左翼。奧利佛入選法國國家隊參加1952年夏季奧運會和1958世界盃 。
1979年，他在馬賽創建了一所足球學校培養了不少法國名將如基斯托夫·加堤、艾力·簡東拿、本傑明·加瓦農及塞德里克·卡拉索。

## 榮譽
色當
- 法國盃：1955–56

法國
- 世界盃季軍：1958年[1]

## 外部鏈接
- Célestin Oliver （页面存档备份，存于）
- 法国足球协会上的 塞萊斯廷·奧利佛 （法文） 存档于webarchive.org.
- Player profile at the French Football Federation's official web site （法語）
- Stats}